# La Cucurulla
La Cucurulla és una muntanya de 1.014 metres que es troba al municipi de Prades, a la comarca catalana del Baix Camp.